# نيغن
نيغن (بالإنجليزية: Negan) شخصية خيالية، من مسلسل الرعب والدراما الذي عرض على قناة إيه إم سي؛ الموتى السائرون. إبتكر الشخصية روبرت كيركمان وتشارلي ألدراد. أدى الممثل جيفري دين مورغان دور نيغان في المسلسل التلفزيوني. ظهر نيغان لأول مرة في المسلسل في الحلقة السادسة عشرة من الموسم السادس في 3 أبريل، 2016.

## وصلات خارجية
- نيغن في قاعدة بيانات الأفلام على الإنترنت
- نيغن على موقع AMC